# Noshūr-e Vosţá
Noshūr-e Vosţá (persiska: نشور وسطی) är en ort i Iran.   Den ligger i provinsen Kurdistan, i den nordvästra delen av landet, 400 km väster om huvudstaden Teheran. Noshūr-e Vosţá ligger 1 551 meter över havet och antalet invånare är 363.
Terrängen runt Noshūr-e Vosţá är huvudsakligen kuperad, men västerut är den bergig. Runt Noshūr-e Vosţá är det ganska tätbefolkat, med 65 invånare per kvadratkilometer. Närmaste större samhälle är Sarchī, 8,7 km sydväst om Noshūr-e Vosţá. Trakten runt Noshūr-e Vosţá består i huvudsak av gräsmarker.